# Il corsaro mascherato
Il corsaro mascherato (The Eagle of the Sea) è un film muto del 1926 diretto da Frank Lloyd che ha per protagonista il personaggio di Jean Lafitte, famoso bucaniere francese, interpretato da Ricardo Cortez. In un piccolo ruolo di pirata, nel film appare anche Boris Karloff.
La sceneggiatura si basa sul romanzo Captain Sazarac di Charles Tenney Jackson pubblicato a Indianapolis nel 1922.

## Trama
Il capitano Sazarac - in realtà, il pirata Jean Lafitte - incontra a New Orleans Louise Lestron. La giovane deve partecipare a un gran ballo mascherato dato in onore del generale Andrew Jackson. Tra gli ospiti, vi sono anche dei bucanieri tra i quali vi è pure Sazarac che, però, viene smascherato. Il generale Jackson gli ordina di lasciare la città entro l'alba. Il colonnello Lestron, un francese bonapartista, sta progettando di liberare Napoleone e offre a Lafitte il comando della nave che dovrà portarlo a Sant'Elena. Il pirata, però, rifiuta l'offerta, informandone Louise, che è nipote di Lestron. Quando la ragazza si imbarca su un'altra nave, Lafitte la rapisce ma a New Orleans, viene catturato insieme ai suoi. Il colonnello, che lo ha seguito, riesce però a liberare tutti con l'aiuto di Louise.

## Produzione
Il film, che fu prodotto dalla Paramount Pictures (come Famous Players-Lasky Corporation, venne girato in parte all'Isola di Catalina.

## Distribuzione
Il copyright del film, richiesto dalla Famous Players-Lasky Corp., fu registrato il 22 ottobre 1926 con il numero LP23266.
Distribuito dalla Paramount Pictures e presentato da Jesse L. Lasky e Adolph Zukor, il film uscì nelle sale cinematografiche statunitensi il 18 ottobre 1926. Nel 1927, fu distribuito in Finlandia (il 19 settembre) e Austria (ribattezzato Sazarac, der Piratenkapitän). In Portogallo, uscì l'8 giugno 1928 con il titolo O Corsário Laffite o, anche, O Capitão Sazarac.